# 인민을 위해 복무하라

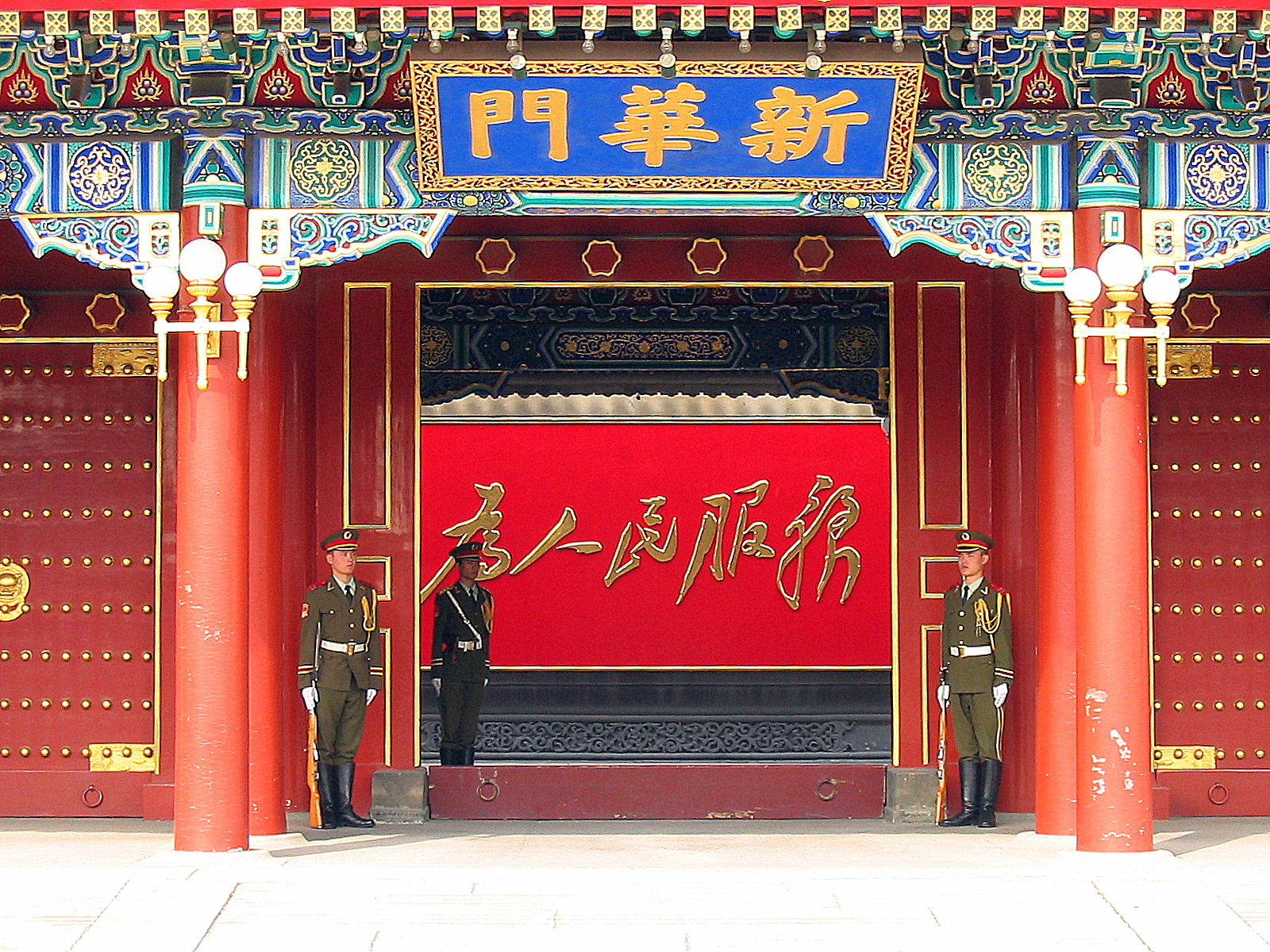
중국 공산당 집무실이 있는 중난하이의 정문인 신화문에 있는 슬로건.

인민을 위해 복무하라(위인민복무, 중국어 간체자: 为人民服务, 정체자: 爲人民服務, 병음: wèi rénmín fúwù)는 중국 공산당의 정치 슬로건 중 하나이다. 1944년 9월 마오쩌둥이 한 연설의 제목에서 따왔다.

## 같이 보기
- 인민의 종
- 공공 서비스